# Asian Tour
Asian Tour är en golforganisation som arrangerar herrgolfturneringar i Asien, dock ej på egen hand i Japan på grund av Japan Golf Tour. Organisationen bildades 1994 som Asian PGA medan själva tävlandet startades året därpå. Huvudkontoret ligger på ön Sentosa i Singapore.

## Vinnare
| - 1995: Lin Keng-chi - 1996: Kang Wook-soon - 1997: Mike Cunning - 1998: Kang Wook-soon - 1999: Kyi Hla Han - 2000: Simon Dyson - 2001: Thongchai Jaidee - 2002: Jyoti Randhawa - 2003: Arjun Atwal - 2004: Thongchai Jaidee - 2005: Thaworn Wiratchant - 2006: Jeev Milkha Singh - 2007: Liang Wenchong - 2008: Jeev Milkha Singh | - 2009: Thongchai Jaidee - 2010: Noh Seung-yul - 2011: Juvic Pagunsan - 2012: Thaworn Wiratchant - 2013: Kiradech Aphibarnrat - 2014: David Lipsky - 2015: Anirban Lahiri - 2016: Scott Hend - 2017: Gavin Green - 2018: Shubhankar Sharma - 2019: Jazz Janewattananond - 2022: Kim Joo-hyung - 2023: Andy Ogletree |